# Darcy de Souza
Dalcyra de Souza, conhecida como Darcy de Souza (Ribeirão Preto, 10 de abril de 1920 — Rio de Janeiro, 22 de abril de 1994), foi uma atriz e bailarina brasileira.

## Biografia
Nascida em Ribeirão Preto, aos 16 anos de idade fugiu de casa para trabalhar num circo. Foi bailarina e atriz circense durante 15 anos, até que, em 1953, ingressou no teatro, onde conheceu grandes diretores, como Walter Clark e Carlos Manga. Atuou em mais de 20 peças. Também na década de 1950 trabalhou em televisão e cinema.
Faleceu  no Rio de Janeiro, aos 74 anos, por falência de múltiplos órgãos.

## Filmografia

### Televisão
| Ano       | Título                   | Personagem         | Notas                                                   |
| --------- | ------------------------ | ------------------ | ------------------------------------------------------- |
| 1954-1959 | TV de Vanguarda          | Vários Personagens |                                                         |
| 1965      | Rua da Matriz            | —                  |                                                         |
| 1967      | A Sombra de Rebecca      | Norma              |                                                         |
| 1968      | A Gata de Vison          | Helen Brown        |                                                         |
| 1969      | O Retrato de Laura       | Donana             |                                                         |
| 1969      | Enquanto Houver Estrelas | Eulina             |                                                         |
| 1972      | O Primeiro Amor          | Profa. Aracy       |                                                         |
| 1972      | Tempo de Viver           | Andressa           |                                                         |
| 1973      | Cavalo de Aço            | Maria do Socorro   |                                                         |
| 1974      | Fogo sobre Terra         | Ivone              |                                                         |
| 1975      | Senhora                  | Bernardina         |                                                         |
| 1975      | Pecado Capital           | Dra. Júlia         |                                                         |
| 1976      | Saramandaia              | Juju Pimenta       |                                                         |
| 1977      | Sinhazinha Flô           | Terta              |                                                         |
| 1977      | Maria, Maria             | Belinha            |                                                         |
| 1978      | Chico City               | Vários Personagens |                                                         |
| 1981      | As três Marias           | Carmela            |                                                         |
| 1981      | Obrigado, Doutor         | Zefa               | Episódio: "A Santa e a Vaca"                            |
| 1983      | Eu Prometo               | Nice               |                                                         |
| 1983      | Caso Verdade             | Tia Olímpia        | Episódio: "As Mãos Que Tocaram Em Deus"                 |
| 1983      | Caso Verdade             | Alice              | Episódio: "História de Pescador"                        |
| 1983      | Caso Verdade             | Marta              | Episódio: "Os Filhos de Maria"                          |
| 1983      | Caso Verdade             | Honorina           | Episódio: "O Encontro de Tia Policarpa com Seu Destino" |
| 1984      | Caso Verdade             | Flô                | Episódio: "Um Homem Chamado Encrenca"                   |
| 1984      | Amor com Amor Se Paga    | Filó               |                                                         |
| 1988      | Olho por Olho            | Carolina           |                                                         |
| 1990      | Barriga de Aluguel       | Leonora            |                                                         |

### Cinema
| Ano  | Título               | Personagem |
| ---- | -------------------- | ---------- |
| 1959 | Mulheres à Vista     | —          |
| 1960 | Marido de Mulher Boa | Augusta    |
| 1962 | Bom Mesmo é Carnaval | Ofélia     |
| 1980 | A Morte Transparente | Jandira    |